# Смит (остров, Гудзонов залив)
Смит (англ. Smith Island) — остров Канадского Арктического архипелага. В настоящее время остров необитаем (2012).

## География
Остров расположен в северо-восточной части Гудзонова залива, всего в двух километрах к западу от побережья полуострова Унгава материковой части Канады (провинция Квебек). Несмотря на близость к Квебеку административно остров относится к территории Нунавут. Ранее на острове находился посёлок Кейп-Смит, на современных англоязычных картах Канады этот посёлок, также как и соседний поселок Акуливик на материке, более не обозначен.
Площадь острова равна 131 км², длина береговой линии составляет 90 км.

## История
Остров Смит открыт в августе 1610 года английским полярным мореплавателем Генри Хадсоном.